# برايوني هانا
برايوني هانا (بالإنجليزية: Bryony Hannah)‏ هي ممثلة بريطانية، ولدت في 1984.

## وصلات خارجية
- برايوني هانا على موقع IMDb (الإنجليزية)
- برايوني هانا على موقع قاعدة بيانات الفيلم (الإنجليزية)